# Hartmut-Vogel-Preis
Der Hartmut-Vogel-Preis ist ein 1993 erstmals vergebener Förderpreis der deutschen Arbeitsgemeinschaft Literarischer Gesellschaften und Gedenkstätten (ALG) an Projekte, die Vorbildcharakter für andere literarische Gesellschaften bzw. literarische Gedenkstätten aufweisen. Er ist mit 5.000 Euro dotiert. Benannt ist er nach Hartmut Vogel, einem bekannten Organisator der deutschen Literaturszene und Stifter.

## Strukturen
Nach anfangs sehr unregelmäßigem Zustandekommen wird die Auszeichnung alle zwei Jahre verliehen. Satzungsgemäß berechtigt, Vorschläge einzureichen, sind die Mitgliedsvereine der ALG und deren Vorstand selber. Als Jury fungiert derselbe Vorstand, dessen Mehrheitsentscheidung im Rahmen der Jahrestagung herbeigeführt und bekanntgegeben wird.

## Preisträger
- 2024 – Joachim-Ringelnatz-Verein / Ringelnatz-Geburtshaus
- 2022 – Deutsches Romantik-Museum
- 2020 – Literaturzentrum Neubrandenburg
- 2018 – Internationaler Franz Fühmann Freundeskreis
- 2016 – Theodor-Storm-Gesellschaft
- 2014 – Lettrétage
- 2012 – Museum für Westfälische Literatur Haus Nottbeck
- 2010 – Phantastische Bibliothek Wetzlar
- 2008 – Hans-Fallada-Gesellschaft
- 2006 – Heinrich-Heine-Gesellschaft
- 2003 – Deutsche Thomas Mann-Gesellschaft für den Kreis Junger Thomas Mann-Forscher
- 2002 – Karl-May-Gesellschaft für ihre jahrelange ehrenamtliche und erfolgreiche Tätigkeit
- 2001 – Grimmelshausen-Gesellschaft
- 1998 – Hoffmann-von-Fallersleben-Gesellschaft
- 1993 – Fritz Reuter Gesellschaft für die Sitzverlegung in ein neues Bundesland (von Lübeck nach Neubrandenburg).